# ديان كوتوروفيتش
ديان كوتوروفيتش (بالصربية: Дејан Котуровић) مواليد 31 مارس 1972 في بلغراد، جمهورية صربيا الاشتراكية، هو لاعب كرة سلة صربي معتزل. بدأ مسيرته الاحترافية في سنة 1989. حقق المركز الأول في بطولة كأس العالم لكرة السلة 2002. اعتزل اللعب في 2004.

## المسيرة الاحترافية
لعب مع نادي بارتيزان لكرة السلة من سنة 1995 إلى 1997، ثم لعب مع أولكرسبور من سنة 1998 إلى 2000، ثم لعب مع ألبا برلين في الدوري الألماني في موسم 2000–2001، ثم لعب مع فيرتوس بالاكانسترو بولونيا في موسم 2002–2003، ثم لعب مع ساسكي باسكونيا في الدوري الإسباني في موسم 2003–2004.

## الميداليات
| الميدالية | المسابقة                         |
| --------- | -------------------------------- |
| ذهبية     | بطولة كأس العالم لكرة السلة 2002 |
| ذهبية     | بطولة أمم أوروبا لكرة السلة 1995 |

## روابط خارجية
- ديان كوتوروفيتش على موقع الاتحاد الدولي لكرة السلة (الإنجليزية)
- ديان كوتوروفيتش على موقع الدوري الأوروبي لكرة السلة (الإنجليزية)
- ديان كوتوروفيتش على موقع الدوري الإسباني لكرة السلة (الإسبانية)
- ديان كوتوروفيتش على موقع كرة السلة الأوروبية.كوم (الإنجليزية)
- ديان كوتوروفيتش على موقع ريلجم (الإنجليزية)
- ديان كوتوروفيتش على موقع بروبوليرز (الإنجليزية)
- ديان كوتوروفيتش على موقع سبورتس رفرنس (الإنجليزية)